# Semiothisa maligna
Semiothisa maligna är en fjärilsart som beskrevs av Butler 1878. Semiothisa maligna ingår i släktet Semiothisa och familjen mätare. Inga underarter finns listade i Catalogue of Life.